# Poljoprivredna država
Poljoprivredna država je država u čijoj gospodarskoj strukturi predvladava poljoprivreda. Većina stanovnika je zaposlena u poljoprivredi ili su samostalni poljoprivrednici.
Industrijske i uslužne djelatnosti poljoprivrednih država su pored prometne mreže u nedovoljno razvijenom stanju.
Sustav zdravstvene zaštite i zdravstva često je slabo razvijen i životni vijek ljudi je u skladu s tim nizak. 
Poljoprivredne države spadaju među zemljame s niskim prihodima po stanovniku. Poljoprivredne države su primjerice Moldavija i većina zemalja u Africi.